# Vœuil-et-Giget
Vœuil-et-Giget ist eine westfranzösische Gemeinde mit 1.594 Einwohnern (Stand 1. Januar 2022) im Département Charente in der Region Nouvelle-Aquitaine.

## Lage
Vœuil-et-Giget liegt etwa neun Kilometer (Fahrtstrecke) südlich von Angoulême in der Kulturlandschaft des Angoumois in einer Höhe von etwa 75 Metern ü. d. M. Die beiden Flüsschen Eaux-Claires und Charreau durchqueren das Gemeindegebiet.

## Bevölkerungsentwicklung
| Jahr      | 1962 | 1968 | 1975 | 1982 | 1990 | 1999 | 2006 | 2016 |
| Einwohner | 692  | 744  | 918  | 1009 | 1344 | 1436 | 1497 | 1490 |

Im 19. Jahrhundert stieg die Einwohnerzahl der Gemeinde von etwa 300 auf über 500 an; auch die Reblauskrise im Weinbau und der Mechanisierung der Landwirtschaft konnten die weitere Bevölkerungszunahme im 20. Jahrhundert nicht bremsen, die ganz wesentlich auf die Nähe zum Großraum Angoulême und die vergleichsweise günstigen Immobilienpreise zurückzuführen ist.

## Wirtschaft
Die Einwohner der Gemeinde lebten jahrhundertelang von der Landwirtschaft; in der frühen Neuzeit kamen mehrere mit Wasserkraft betriebene Getreide-, Öl- und Papiermühlen hinzu. Die Böden der Gemeinde gehören zu den Fins Bois des Weinbaugebietes Cognac, doch wird in der dichtbesiedelten Region um Angoulême kaum noch Wein angebaut.

## Geschichte
Altsteinzeitliche Werkzeuge wurden auf dem Gebiet der Gemeinde gefunden. Die überlieferte Existenz zweier romanischer Kirchen ist ein hinreichendes Indiz für eine mittelalterliche Besiedlung der beiden im Jahr 1293 vereinten Pfarreien.

## Sehenswürdigkeiten
- Die romanische Pfarrkirche Saint-Jean-Baptiste ist ein einschiffiger und gedrungen wirkender Bau, dem im 19. Jahrhundert ein neoromanischer Westturm hinzugefügt wurde. Dieser mächtige Turm im Stil der Architekten Paul Abadie und Edouard Warins ist das heutige Wahrzeichen des Ortes: Der Portikus im Erdgeschoss ist nach allen Seiten geöffnet; das Obergeschoss hat drei Fenster, die von eingestellten Säulen begleitet sind; Glanzstück ist mächtige, von und vier kleineren Laternen in den Ecken begleitete kegelförmige Spitzhelm mit Schindelimitationen, der je nach Blickwinkel über dem nach allen Seiten durch Säulen weit geöffneten Glockengeschoss zu schweben scheint.

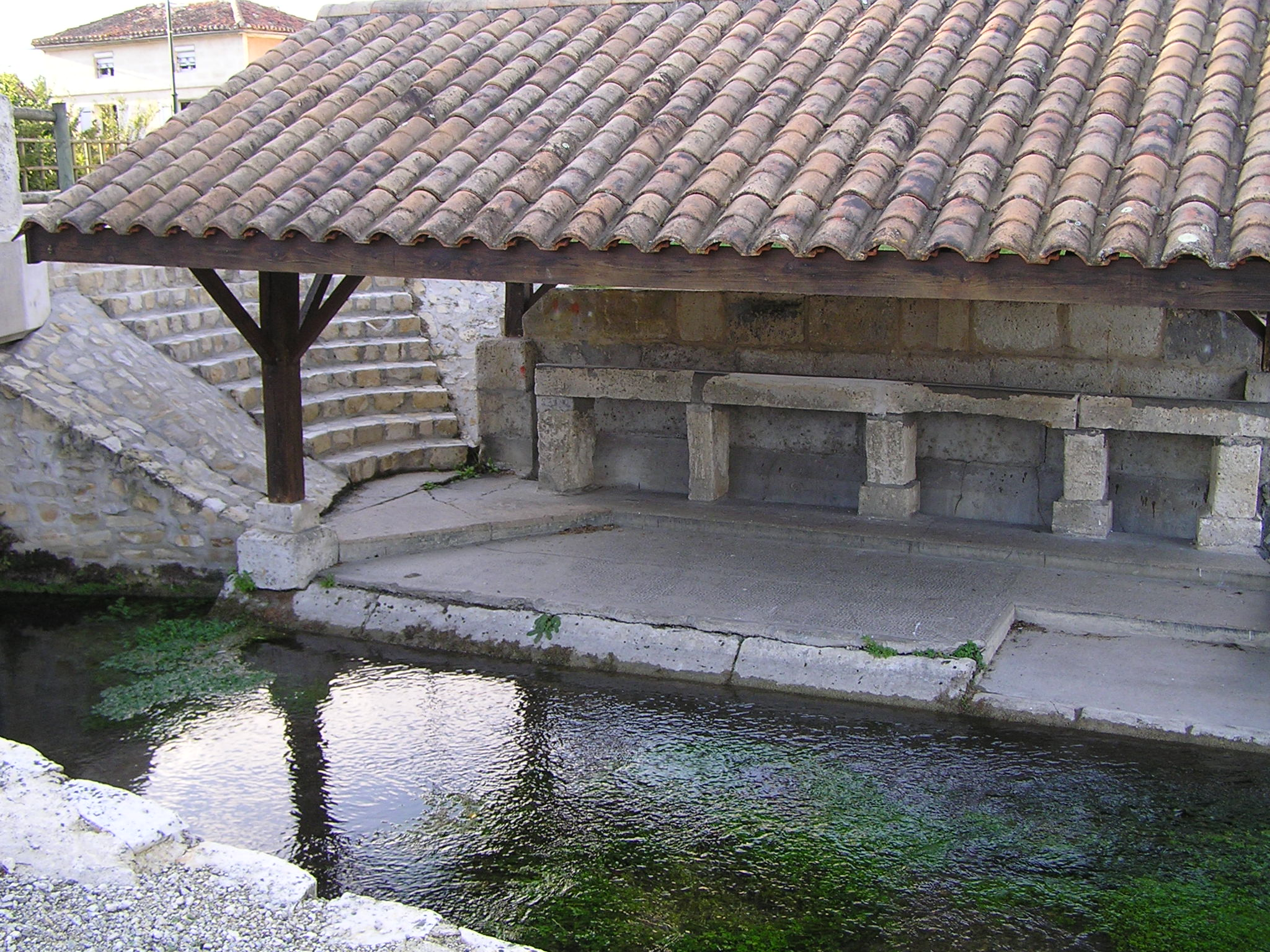
Waschhaus (lavoir) von Giget

- Die beiden Mühlenbetriebe (Moulin de Bourisson) und (Moulin à huile) sind seit 1991 als Monuments historiques[1][2] eingestuft.
- Auf dem wasserreichen Gemeindegebiet befinden sich mehrere Waschhäuser (lavoirs) aus dem 19. Jahrhundert.
- Die an einen Hang gebaute und nach zwei Seiten offene Markthalle (halle) wird auch für Gemeindefeste genutzt.

## Partnerschaft
Mit der spanischen Gemeinde Paniza in der Provinz Saragossa besteht seit 1994 eine Partnerschaft.